# Salvatore Castiglione (homme politique)
Pour l’article homonyme, voir Salvatore Castiglione (peintre).
Salvatore Castiglione, né le 18 février 1970, est un homme politique français, membre de l'Union des démocrates et indépendants (UDI).

## Biographie
En mars 2008, Salvatore Castiglione est élu maire de Wallers, fonction à laquelle il est réélu en 2014 et en 2020. Il est remplacé par Bernard Caron le 30 novembre 2024.
Il est élu en 2015 conseiller régional des Hauts-de-France et réélu en 2021. De 2017 à 2021, il est 12e vice-président du conseil régional.
Lors des élections législatives de 2022, il devient suppléant de Béatrice Descamps, députée de la 21e circonscription du Nord. Il le demeure auprès de Valérie Létard, élue dans la même circonscription lors des élections de 2024. Il remplace cette dernière, nommée ministre du Logement et de la Rénovation urbaine le 21 septembre 2024, à l'Assemblée nationale un mois plus tard le 22 octobre.